# كريستوفر تيلو
كريستوفر تيلو (بالسويدية: Christopher Telo) (4 نوفمبر 1989 بلندن في المملكة المتحدة - ) هو لاعب كرة قدم سويدي في مركز الوسط. شارك مع منتخب السويد تحت 19 سنة لكرة القدم. أما مع النوادي، فقد لعب مع نادي نوركوبنغ.

## روابط خارجية
- كريستوفر تيلو على موقع اتحاد السويد (السويدية)
- كريستوفر تيلو على موقع قاعدة بيانات كرة القدم.إي يو (الإنجليزية)
- كريستوفر تيلو على موقع Soccerway.com (الإنجليزية)
- كريستوفر تيلو على موقع عالم كرة القدم.نت (الإنجليزية)